# Christian Ulrik Gyldenløve
Christian Ulrik Gyldenløve (3. februar 1611 – 6. oktober 1640) var en dansk officer og diplomat. Han var søn af Christian 4. og Kirsten Madsdatter og farbror til Ulrik Frederik Gyldenløve.
Hans far tog sig godt af Christian og gav ham en god uddannelse i blandt andet Sorø og Leiden. I 1634 blev han hofjunker og to år senere hofmarskal. Også økonomisk blev han tilgodeset, da han fik ejendomme i København og Holsten samt et provsti ved Oslo.
Gyldenløve blev også af kongen brugt som diplomatisk udsending til Spanien og Frankrig, Brandenburg og Sverige. Hans sidste diplomatiske rejse gik til Bruxelles i Spanske Nederlande, hvor han skulle få en aftale om at undgå de mange piratangreb, der forekom på danske skibe. Her gjorde han et godt indtryk, og den spanske statholder tilbød ham at gå i spansk tjeneste sammen med dansk kavaleriregiment. Dette accepterede såvel Gyldenløve som Christian 4. Gyldenløve kom derpå til at anføre regimentet på vej mod Spanien. Undervejs mødte han imidlertid megen modstand, der kulminerede, da han med de tilbageværende 600 mand mødte en overlegen hollandsk styrke i nærheden af Köln. Regimentet blev trængt ind på en kirkegård i den lille by Meinerzhagen, hvor han blev ramt og døde.
Han er begravet i Wesel.